# Hermelinda Linda (película)
Hermelinda Linda es una película de comedia, drama, acción y fantasía mexicana de 1984, dirigida por Julio Aldama y protagonizada por Evita Muñoz "Chachita", Rubi Re, Julio Almada, Queta Carrasco y Queta Lavat. Esta película está basada en la revista de historietas mexicana.
La historia se desarrolla durante un congreso de brujas celebrado el Día de Muertos, en el que Hermelinda les cuenta a las demás brujas acerca de su enfrentamiento con un delegado municipal corrupto que tenía la intención de acabar con "Bondojia".

## Argumento
Durante una noche de brujas, las brujas de Bondojia y sus alrededores se reúnen para celebrar su día organizando una fiesta y aquelarre. La bruja principal y anfitriona de la fiesta: Hermelinda Linda, prepara un ponche en un caldero y mientras lleva a su cama a dormir a Nana Chole, su mamá, le pide a su hija Arlen que ponga música para bailar, para después platicarle a sus compañeras como estuvo a punto de perder su casa.
Todo empezó cuando Hermelinda Linda fue a visitar a Apolinar en el mortuario local para hacer su mandado y comprar aguayon y un par de pulmones humanos en buen estado de cadáveres frescos, para atender a un subdelegado ruco, metiéndolo en un rejuvenecedor a cambio de $10,000 pesos. Hermelinda hace su magia y convierte al anciano delegado en un atractivo joven que queda muy agradecido con la bruja, la cual le recomienda que tenga mucho cuidado con exponerse al calor extremo.
Al salir a la calle, los vecinos de Hermelinda se reúnen para pedir su ayuda, debido a que el Delegado de Bondojia, Don Brígido Pachochas, planea despojar a todos los pepenadores de Bondojia, para construir una vía rápida para automóviles. Hermelinda se solidariza con sus vecinos, y envía a su hija Arlen a conocer y platicar con Don Pachochas, el cual lujuriosamente la invita a una fiesta en Cuernavaca. Arlen le pregunta si puede invitar a una amiga a la fiesta, a lo que Don Pachochas responde que por supuesto que sí; siempre y cuando la amiga este igual de joven y guapa que ella. Hermelinda prepara un brebaje y lo bebe para transformarse en Linda: una versión joven y voluptuosa de ella misma.
Al mismo tiempo, el subdelegado Nabor pide audiencia con Don Pachochas quien no lo reconoce y no puede creer que una bruja lo volvió joven otra vez, hasta que le menciona a Pachochas algunos de los pecados e indiscreciones que ambos llevaron a cabo en el pasado. Don Pachochas pierde su incredulidad e invita a la fiestecita a la versión rejuvenecida de Nabor, quien inmediatamente se olvida de la advertencia de mantenerse lejos del calor.
Hermelinda observa a través de su cuerpo de mujer joven, sabiendo de antemano que como de costumbre, sus clientes no suelen hacer caso a sus recomendaciones, mientras observa como se derrite como plastilina el cuerpo hechizado de quien no siguió al pie de la letra las instrucciones.
Trando de halagar a su marido, la Señora de Pachochas le pide a su sirvienta que prepare unos filetes de res término medio, como le gustan a Don Pachocas: En cuanto el ve la carne de res guisada, tiene un flashback de la carne de su amigo derritiéndose, por lo que se levanta y se va a baño, a punto de vomitar. Su malestar no evita que le grite a su esposa: "Trágatelo tu!".
La señora de Pachochas se pone a llorar y su sirvienta le recomienda que visite a la bruja Hermelinda, la cual le prepara una poción especial que la liberará del yugo de su esposo, mientras que al mismo tiempo recibe amenazas para que deje en paz a los pepenadores le pide al Delegado Piporro le consiga unos matones para que dispersen a los pobladores de Bondojia y pueda seguir adelante con su plan para construir un complejo habitacional de lujo, después de arrasar con las viviendas con un tractor. Pero La bruja Hermelinda Linda usa su magia para reducir el tractor al tamaño de un juguete.
Pachochas se da cuenta de que Hermelinda es la mamá de Arlene y le ordena a sus guaruras que la secuestren y la lleven ante el. Arlene pide ayuda a su mamá telepáticamente. Hermelinda usa una poción mágica para convertirse en cucaracha y rescatar a Arlene. Tras otros dos intentos de secuestro, los secuaces de Pachochas terminan uno convertido en puerco y el otro tragado por una víbora.
Los pobladores le informan a Hermelinda que Pachochas está haciendo un mitin en Bondojia y se enfrentan los Bondojianos contra Pachochas y sus matones. Justo antes de que comience la batalla sin cuartel, los Bondojianos vencen a los villanos a jitomatazos. Los hombres detrás del poder obligan a Pachochas a renunciar a su puesto y cuando va con su esposa a buscar consuelo, ésta se convirtió en gorila y le da una golpiza. 
Finalmente vencido, Pachochas se presenta arrodillado para rendirse y aceptar que la bruja Hermelinda Linda ganó y le concedió su deseo de convertirse en perro.
Termina el aquelarre y Hermelinda sale a una cita romántica con Andrés García.

## Personajes
- Evita Muñoz "Chachita" .... Hermelinda Linda, la bruja
- Julio Aldama .... Don Brígido Pachochas, delegado de Bondojia
- Rubi Re .... Arlen, hija de Hermelinda
- María Cardinal .... Hermelinda (joven)
- Julio Augurio (Julio Aldama Jr.) .... Subdelegado don Nabor (joven)
- Arturo Benavides .... Godínez (asistente del delegado Pachochas)
- Queta Lavat .... Sra. de Pachochas
- Queta Carrasco .... Nana Chole (madre de Hermelinda)
- Lupita Perrullero .... Irma, la bruja
- Margarita Narvaez “La Fufurufa” .... Blancanieves, la bruja
- Ana María Chabat .... Chona, la bruja
- Arturo Salvador el regazón .... Apolinar (encargado del muertuario del panteón)
- Miguel Ángel Lira Medelito
- Elvira Negri
- Benjamín Escamilla
- Leo Villanueva
- Consuelo Molina
- Víctor Bejarano
- Carlos León .... pepenador de Bondojia
- Jaime Reyes
- Polo Salazar
- Ricardo Otañez
- Antonio Miranda
- Alejandro Pinkus
- Carlos Bravo Carlillos .... Subdelegado don Nabor (viejo)
- Jesús Carrasco
- Medel Chico
- Arturo Zúñiga

## Actuaciones especiales y cameos
- Eulalio González «El Piporro» .... El Piporro (exdelegado de Perros Bravos)
- Grupo Musical Alcántara
- Víctor Alcocer como Señor de la ventana
- Mary Jiménez .... María (servicio doméstico y comadre de Hermelinda)
- Andrés García como novio de Hermelinda
- Animales: el cuervo "Rodrigo", el búho "Sabino", la boa "Larga" y "Quique" el vampiro de los Hermanos Gurza.

## Producción
La película fue producida por Películas Nacionales e Internacionales.

## Banda sonora
- "Elixir del Amor"

## Recepción
Entre usuarios de Google tiene un porcentaje de 89% de aprobación.

## Secuela
Debido al éxito de la película, dos años después se realizó una segunda parte: Agente 0013: Hermelinda Linda 2.